# Alessandra Finesso
Alessandra Finesso (Milano, 23 luglio 1956 – Milano, 11 agosto 2007) è stata una nuotatrice italiana.

## Biografia
Nata nel 1956 a Milano, tesserata con la Nuotatori Milanesi di Sant'Angelo Lodigiano, nel 1971 vinse la medaglia d'oro nei 100 m dorso ai Giochi del Mediterraneo di Smirne, con il tempo di 1'11"3, arrivando davanti alla connazionale Emanuela Bassanese e alla spagnola Herminia Jaqueti.
A 16 anni partecipò ai Giochi olimpici di Monaco di Baviera 1972, nella staffetta 4x100 m misti insieme a Patrizia Miserini, Laura Podestà e Donatella Talpo-Schiavon, uscendo in batteria, ottava con il tempo di 4'48"25.
L'anno successivo fu campionessa nazionale nei 100 m dorso agli Italiani primaverili 1973, ex aequo con Cristina Stuttgard.
Morì nel 2007, a soli 51 anni.

## Palmarès

### Giochi del Mediterraneo
- 1 medaglia:
  - 1 oro (100 m dorso a Smirne 1971)